# 팔월의 일요일들 (2006년 영화)
"팔월의 일요일들"은 2006년에 개봉한 대한민국의 영화이다.

## 캐스팅
- 양은용 : 시내 역
- 임형국 : 호상 역
- 오정세 : 소국 역
- 조한철 : 태진 역
- 이지수 : 민정 역
- 손영순 : 소국 모 역
- 정우혁 : 소국선배 역
- 김도식 : 소국 모 남친 역
- 최윤형 : 은주엄마 역
- 형영배 : 산장남자 역
- 서승원 : 심부름센터직원 역
- 옥재은 : 민정친구 역
- 송자연 : 과사무실 조교 역
- 강병식 : 책방 손님 1 역
- 손정섭 : 책방 손님 2 역
- 이수영 : 학생과 직원 역
- 송진열 : 택시기사 1 / 극장 관객 역
- 김순용 : 택시기사 2 역
- 김대옥 : 간호사 1 역
- 지윤정 : 간호사 2 역
- 고해미 : 간호사 3 역
- 박상준 : 남간호사 역
- 김수진 : 서점직원 역
- 유희정 : 헌책방주인 역
- 이복란 : 마트점원 역
- 이용석 : 컵라면남자 역
- 정세교 : 고깃집 손님 역
- 공지영 : 고깃집 손님 역
- 노미란 : 고깃집 손님 역
- 유나 : 버스여고생 역
- 최국희 : 경찰 역
- 유정현 : 기찻길 고깃집 손님 역
- 김화섭 : 기찻길 고깃집 손님 / 호상 대역 역
- 천혜정 : 맞선녀 역
- 원승환 : 극장 관객 역
- 함주리 : 극장 관객 역
- 오류미 : 극장 관객 역
- 오주은 : 극장 관객 역
- 이수진 : 극장 관객 역
- 이민희 : 나가는관객 역
- 심보영 : 나가는관객 역
- 모성진 : 충주댐 관리소 역
- 정민성 : 호상 동료 역
- 권성구 : 자동차스턴트맨 역